# Stepan Topal
Stepan Mikhailovich Topal (né le 18 janvier 1938 et mort le 29 septembre 2018) est un homme politique gagaouze de Moldavie. Il a notamment été président de la république de Gagaouzie entre 1991 et 1995, alors que l’indépendance de la région était discutée.

## Biographie
Stepan Topal est ingénieur civil de formation. Dans les républiques socialistes soviétiques de Moldavie et d’Ukraine, les Gagaouzes n'avaient pas de territoire autonome propre, mais lors de la dislocation de l'URSS, Stepan Topal s’engage en politique et fait partie des fondateurs et meneurs du mouvement Gagauz Halki (« Peuple gagaouze »). À la suite de la déclaration d’indépendance de la Moldavie et de l’Ukraine en 1991, la Gagaouzie se proclame « République socialiste soviétique de Gagaouzie » et revendique de rester membre de l’URSS : Stepan Topal y est élu président en décembre 1991.
L'Ukraine nouvellement indépendante ayant menacé d’expulser les Gagaouzes des raions de Bolhrad et Taroutyne, ils y renoncèrent et depuis, la Gagaouzie n’existe qu'en Moldavie ; toutefois le gouvernement moldave ne reconnaît ni la légalité de la première élection de Topal, ni la revendication d’indépendance, mais seulement un éventuel statut d’autonomie au sein de la Moldavie (officialisé en 1995).
Topal perd les élections du gouverneur de la région en 1995, cette fois conformes à la loi sur le statut autonome de la Gagaouzie. Il se représente en octobre 2002 aux élections pour le poste de gouverneur de Gagaouzie, mais le scrutin est invalidé à cause d’une trop faible participation. Un nouveau tour a lieu plus tard dans le mois, mais Topal est exclu des candidats par la commission électorale, qui affirme avoir constaté des irrégularités dans sa candidature.
En 2017, à l’occasion du 23e anniversaire de la loi sur l’autonomie de la Gagaouzie, Stepan Topal et Mihail Kendighelean (également ancien membre du Gagauz Halki) sont décorés par le président moldave en exercice, Igor Dodon, de l’ordre de la République, distinction moldave. Cette décoration est perçue au choix comme un signe de gratitude pour avoir renoncé à faire sécession, ou bien comme un soutien aux autonomistes gagaouzes pro-russes qui, durant les périodes de tension entre la Moldavie et Moscou, se sont toujours déclarés en faveur de la Russie,.

## Distinction
- 2017 : ordre de la République de Moldavie[10]